# U-19-Fußball-Europameisterschaft der Frauen 2004
Die 7. U-19-Fußball-Europameisterschaft der Frauen wurde in der Zeit vom 28. Juli bis 8. August 2004 in Finnland ausgetragen. Spanien gewann das Turnier durch einen 2:1-Sieg über Deutschland. Kurioserweise gewann Deutschland das Duell in der Vorrunde noch mit 7:0. Für Spanien war es der erste Turniersieg. Während sich Österreich nicht für die Endrunde qualifizieren konnte, schieden die Schweiz und Titelverteidiger Frankreich in der Gruppenphase aus. Spielberechtigt waren Spielerinnen, die am 1. Januar 1985 oder später geboren wurden. Torschützenkönigin wurde Anja Mittag aus Deutschland. 

## Qualifikation
39 Nationen hatten sich für dieses Turnier gemeldet. Finnland war als Ausrichter automatisch qualifiziert, während Deutschland und Dänemark für die erste Qualifikationsrunde ein Freilos bekamen. Die übrigen 36 Nationalmannschaften wurden auf neun Gruppen zu je vier Mannschaften aufgeteilt. Die Gruppensieger und -zweiten erreichten die zweite Qualifikationsrunde. Die 20 verbliebenen Mannschaften wurden auf fünf Gruppen zu je vier Mannschaften aufgeteilt. Die Gruppensieger und die zwei besten Gruppenzweiten qualifizierten sich für das Finalturnier. Dazu kam Finnland als Ausrichter.

## Austragungsorte
Die Endrunde wurde in Hämeenlinna, Hyvinkää, Kauniainen, Loviisa und Vantaa ausgetragen.

## Vorrunde

### Gruppe A
| Pl. | Land        | Sp. | S | U | N | Tore    | Diff. | Punkte |
| --- | ----------- | --- | - | - | - | ------- | ----- | ------ |
| 1.  | Deutschland | 3   | 3 | 0 | 0 | 015:000 | +15   | 09     |
| 2.  | Spanien     | 3   | 2 | 0 | 1 | 007:800 | −1    | 06     |
| 3.  | Schweiz     | 3   | 1 | 0 | 2 | 003:800 | −5    | 03     |
| 4.  | Finnland    | 3   | 0 | 0 | 3 | 001:100 | −9    | 0      |

|                             |   |             |           |
| 28. Juli 2004 in Loviisa    |   |             |           |
| Spanien                     | – | Schweiz     | 3:1 (1:0) |
| 28. Juli 2004 in Hyvinkää   |   |             |           |
| Finnland                    | – | Deutschland | 0:4 (0:1) |
| 30. Juli 2004 in Kauniainen |   |             |           |
| Finnland                    | – | Spanien     | 0:4 (0:2) |
| 30. Juli 2004 in Kauniainen |   |             |           |
| Deutschland                 | – | Schweiz     | 4:0 (1:0) |
| 2. August 2004 in Loviisa   |   |             |           |
| Schweiz                     | – | Finnland    | 2:1 (1:0) |
| 2. August 2004 in Hyvinkää  |   |             |           |
| Deutschland                 | – | Spanien     | 7:0 (4:0) |

### Gruppe B
| Pl. | Land       | Sp. | S | U | N | Tore    | Diff. | Punkte |
| --- | ---------- | --- | - | - | - | ------- | ----- | ------ |
| 1.  | Italien    | 3   | 1 | 1 | 1 | 007:400 | +3    | 04     |
| 2.  | Russland   | 3   | 1 | 1 | 1 | 005:600 | −1    | 04     |
| 3.  | Frankreich | 3   | 1 | 1 | 1 | 004:500 | −1    | 04     |
| 4.  | Norwegen   | 3   | 1 | 1 | 1 | 002:300 | −1    | 04     |

|                              |   |            |           |
| 28. Juli 2004 in Hyvinkää    |   |            |           |
| Norwegen                     | – | Frankreich | 2:0 (1:0) |
| 28. Juli 2004 in Loviisa     |   |            |           |
| Italien                      | – | Russland   | 5:1 (3:0) |
| 30. Juli 2004 in Hämeenlinna |   |            |           |
| Norwegen                     | – | Italien    | 0:0       |
| 30. Juli 2004 in Hämeenlinna |   |            |           |
| Frankreich                   | – | Russland   | 1:1 (0:1) |
| 2. August 2004 in Loviisa'   |   |            |           |
| Russland                     | – | Norwegen   | 3:0 (3:0) |
| 2. August 2004 in Hyvinkää   |   |            |           |
| Frankreich                   | – | Italien    | 3:2 (0:1) |

## Finalrunde

### Halbfinale
|                               |   |          |           |
| 5. August 2004 in Hämeenlinna |   |          |           |
| Italien                       | – | Spanien  | 0:1 (0:0) |
| 5. August 2004 in Hämeenlinna |   |          |           |
| Deutschland                   | – | Russland | 8:0 (1:0) |

### Finale
|                          |   |         |           |
| 8. August 2004 in Vantaa |   |         |           |
| Deutschland              | – | Spanien | 1:2 (1:1) |